# 野村良紀
野村 良紀（のむら りょうき、1954年9月3日 - ）は、日本の化学者。大阪工業大学名誉教授・元淀川環境教育センター長。工学博士（大阪大学）。日本化学会元代議員・近畿支部幹事会幹事。近畿化学協会元代議員。
専門は、有機金属化学、錯体化学、合成化学。

## 経歴
1977年大阪大学工学部石油化学科卒業。1982年同大学大学院工学研究科博士課程石油化学専攻修了、工学博士（大阪大学）。その後、同大学工学部講師を経て、1994年大阪工業大学工学部応用化学科助教授として着任。1998年同学科教授。2005年同大学教務部長（2010年3月まで）。2019年定年退職。2025年大阪工業大学名誉教授。
大阪工業大学工学部応用化学科で約25年の長きに渡り教鞭を執り、教務部長および淀川環境教育センター長として「大阪工業大学読本」、「淀川学ワークブック」の監修に貢献した。また、長年顧問を務めた同大学アイスホッケー部が、「第94回日本学生氷上競技選手権大会（インカレ）アイスホッケー競技」で、1953年の創部以来初のセカンドディビジョンインカレ制覇をしている。
主な所属学会は、日本化学会、アメリカ化学会、近畿化学協会、石油学会、日本MRS、日本セラミックス協会。主な受賞は、日本化学会第78春季年会ポスター賞。

## 主な著書
- 基礎化学（共著、丸善2003、学術書）[7]
- 有機工業化学 第2版（共著、丸善1999、学術書）[8]
- 新しい工業化学 環境との調和をめざして（共著、化学同人2004、学術書）
- 高純度化技術体系：第1巻 分析技術 第3章 質量分析法検出 （共著、フジ・テクノシステム 1996、学術書）

## 主な研究
- 非熱化学的硫化物薄膜形成法
- CSS法による化合物半導体薄膜の成長
- 錯体間の多原子会合によるフレームワークの生成と保存[9]
- アミノ酸を基本骨格とする新規多孔性金属錯体結晶の開発
- 高活性有機典型金属化合物触媒による新規な環状カーボナート製造研究[10] - 三菱油化との共同研究
- 有機金属化合物を用いた新規エポキシ樹脂硬化剤開発
- 生分解性傾斜機能高分子材料の開発
- BioMEMS用基盤材料創成技術の開発 - バイオベンチャープロジェクト

応用化学の対外啓蒙活動として、HESDフォーラム2007や第7回淀川学公開セミナ2015（テーマ：淀川と大阪）での講師を務めた。また、高校生向けには「大阪府生徒研究発表会」2018で審査員も務めた。